# Seznam senatorjev 16. parlamenta Kraljevine Italije
Seznam senatorjev 16. parlamenta Kraljevine Italije je urejen po letu imenovanja.

## 1886
- Pompeo Bariola
- Giovanni Barracco
- Ignazio Boncompagni Ludovisi
- Gabriele Bordonaro
- Vincenzo Calenda di Tavani
- Tommaso Celesia di Vegliasco
- Carlo Cesarini
- Erasmo Colapietro
- Camillo Colombini
- Cesare Correnti
- Giacomo Giuseppe Costa
- Gugliemo De Sauget
- Zeffirino Faina
- Domenico Farini
- Camillo Ferrati
- Enrico Fossombroni
- Salvatore Fusco
- Luigi Raffaele Macry
- Francesco Medici
- Giuseppe Meneghini
- Domenico Morelli
- Tancredi Mosti Trotti Estense
- Carlo Petri
- Piero Puccioni
- Leonardo Roissard de Bellet
- Guido San Martino Valperga
- Nicola Schiavoni Carissimo
- Mariano Semmola
- Bernardino Serafini
- Luigi Solidati Tiburzi
- Giorgio Sonnino
- Luigi Sormani Moretti
- Francesco Tenerelli
- Vincenzo Tittoni
- Emilio Visconti Venosta

## 1887
- Vincenzo Tommasini

## 1889
- Graziadio Isaia Ascoli
- Luigi Avogadro di Quaregna
- Giuseppe Borgnini
- Carlo Brunet
- Raffaele Busacca dei Gallidoro
- Arnaldo Cantani
- Filippo Capone
- Domenico Carutti di Cantogno
- Stefano Castagnola
- Giuseppe Ceneri
- Giovanni Codronchi Argeli
- Fabrizio Colonna Avella
- Vincenzo Cordova Savini
- Simone Antonio Pacoret de Saint Bon
- Gian Luca Cavazzi della Somaglia
- Giuseppe Dezza
- Ambrogio Doria
- Francesco Durante
- Pietro Ellero
- Ariodante Fabretti
- Cosimo Fabbri
- Filiberto Frescot
- Giovanni Battista Gigliucci
- Calcedonio Inghilleri
- Angelo Minich
- Giulio Monteverde
- Donato Morelli
- Matteo Muratori
- Vincenzo Pace
- Cesare Parenzo
- Pier Desiderio Pasolini
- Achille Polti
- Giovanni Vincenzo Rogadeo
- Giovanni Ruggeri della Torre
- Saladino Saladini
- Cesare Saluzzo di Monterosso
- Giovanni Schiaparelli
- Andrea Secco
- Giovanni Secondi
- Silvio Spaventa
- Lucio Tasca
- Francesco Todaro
- Bernardo Tolomei
- Luigi Tornielli
- Piero Torrigiani
- Giuseppe Valmarana
- Diogene Valotti
- Guido Visconti di Modrone
- Candido Zerbi